# Guilherme Mauricio
Guilherme Mauricio (Clichy, 12 ottobre 1974) è un ex calciatore francese di origine portoghese, di ruolo attaccante.

## Carriera
Ha giocato in Ligue 2 con le maglie di Red Star, Laval e Châteauroux e nelle serie minori francesi col La Vitréenne.